# Eska
Eska, pseudonimo di Eska Mtungwazi (Lewisham, 1971), è una cantautrice e produttrice discografica britannica.

## Biografia
Dopo essersi laureata in matematica alla  London School of Economics and Political Science, Eska si è fatta notare negli anni 2000 per il suo lavoro vocale con numerosi artisti, accumulando tre ingressi nella Official Singles Chart. Nel 2013 è uscito il suo primo progetto solista, l'EP Gatekeeper, accolto calorosamente dalla critica. È stato seguito due anni dopo dal suo album di debutto eponimo, anch'esso accolto favorevolmente dai critici, tanto da essere selezionato per il Premio Mercury.

## Discografia

### Album
- 2015 – Eska

### EP
- 2013 – Gatekeeper

### Singoli
- 2015 – Rock of Ages
- 2015 – Shades of Blue
- 2016 – Many People of the Songbird (con Jesse Hackett e Louis Hackett)